# Kaunertal (gemeente)

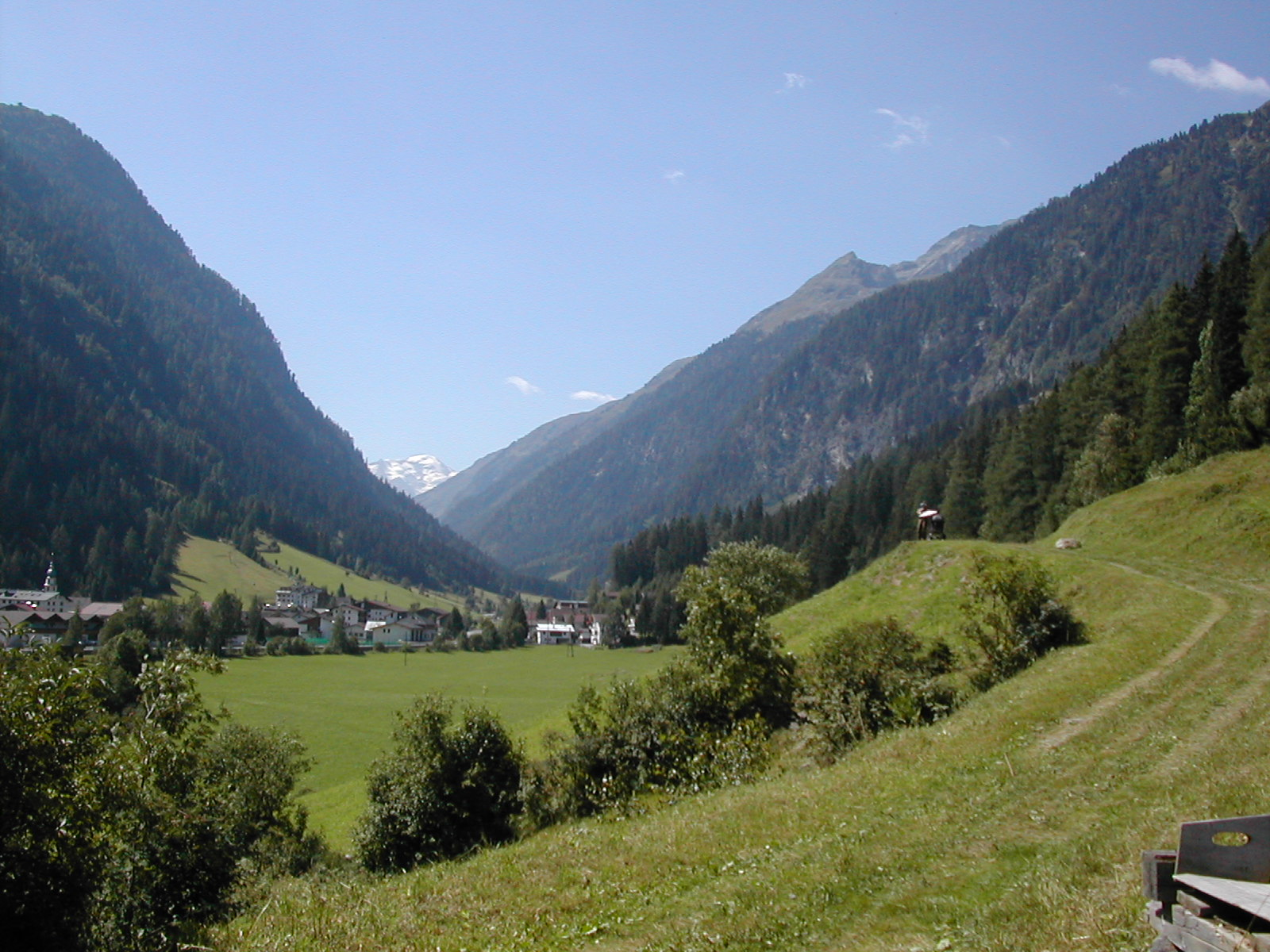
Blik over Feichten in de richting van de 3526 meter hoge Weißseespitze

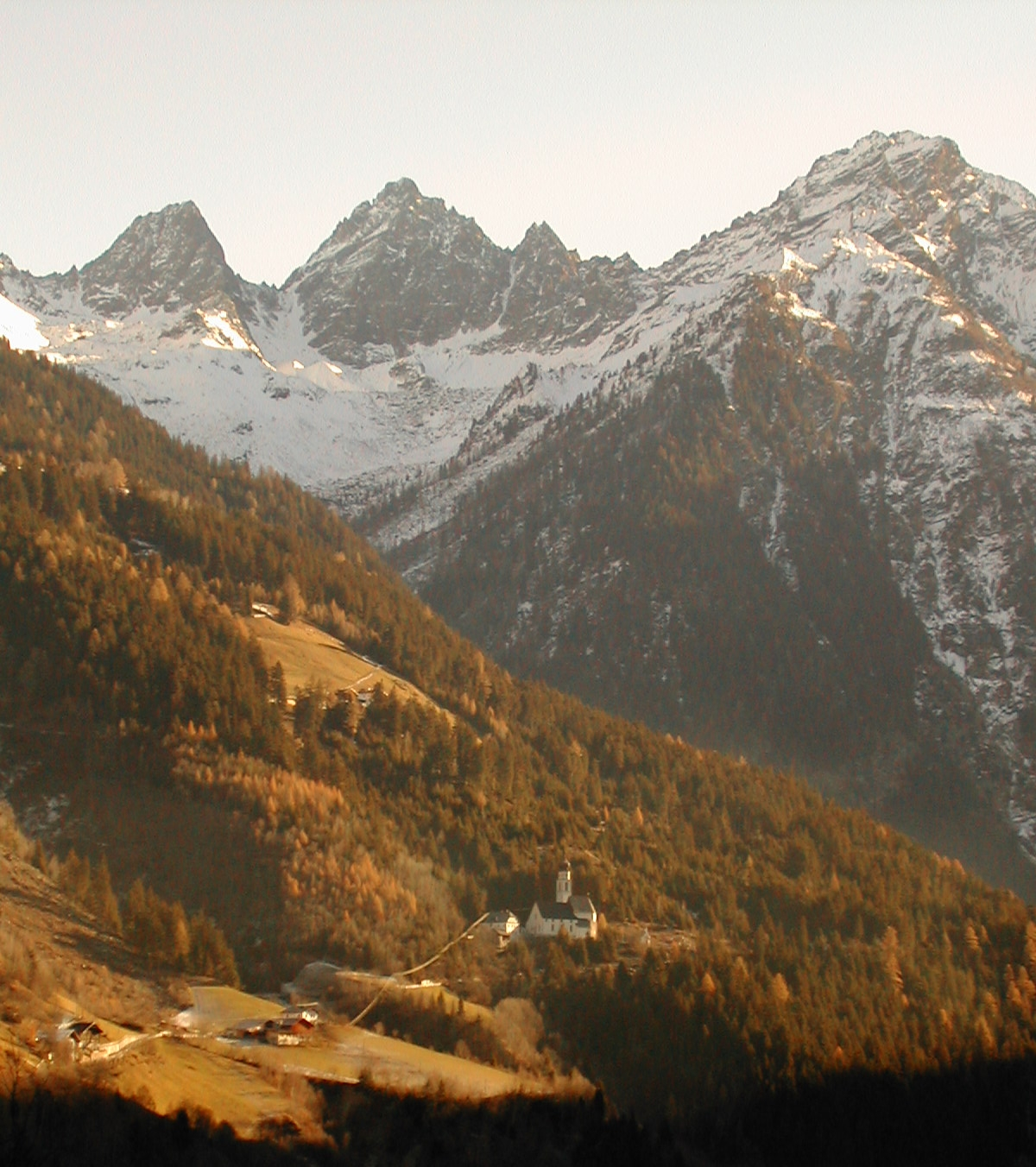
De bedevaartskerk Kaltenbrunn

Kaunertal is een gemeente in het district Landeck in de Oostenrijkse deelstaat Tirol.
De gemeente strekt zich uit over een groot deel van het gelijknamige dal en omvat alle dorpen en buurtschappen langs de weg door dit dal. Het hoofddorp is Feichten op 1287 meter hoogte. Andere kernen zijn Kaltenbrunn, Nufels, Platz, Loch, Boden, Vergötschen, Unterhäuser, Mühlbach, Bödele, Ögg, Grasse en Wolfskehr.
De bedevaartskerk Kaltenbrunn ligt in het voorste deel van het dal op 1260 meter hoogte. Hier zou de ridder Erbo Schenkenberg in 1272 als boete voor een begane moord een kapel hebben gebouwd. Deze kapel groeide in de 14e eeuw uit als bedevaartsoord voor landsknechten.
Een belangrijke economische groei maakte de gemeente door toen in het achterste deel van het Kaunertal tussen 1961 en 1964 het stuwmeer Gepatschspeicher werd. Dit stuwmeer ontvangt ook water van de Taschachbach uit het Pitztal. Het water uit het stuwmeer wordt door een 13,2 kilometer lange drukleiding naar Prutz in het Oberinntal gepompt.
Verder ligt in het achterste deel van het dal een gletsjerskigebied. De Weißseeferner is sinds 1982 over een tolplichtige straat bereikbaar, wat de gemeente opnieuw economische impulsen heeft gebracht.
Faggen · Fendels · Fiss · Fließ · Flirsch · Galtür · Grins · Ischgl · Kappl · Kaunerberg · Kaunertal · Kauns · Ladis · Landeck · Nauders · Pettneu am Arlberg · Pfunds · Pians · Prutz · Ried im Oberinntal · Sankt Anton am Arlberg · Schönwies · See · Serfaus · Spiss · Stanz bei Landeck · Strengen · Tobadill · Tösens  · Zams
- Gemeinsame Normdatei: 4588575-8
- Library of Congress Control Number: n2002033316
- Nationale Bibliotheek van Israël: 987007471494705171
- Virtual International Authority File: 131091297
- WorldCat: E39PBJgRWRbWTBGCWqhvC7kRrq